# Farid Boulaya
Farid Boulaya (Vitrolles, 25 febbraio 1993) è un calciatore francese naturalizzato algerino, centrocampista dell'Al-Wakrah.

## Carriera

### Club
Boulaya inizia la sua carriera in Ligue 2 nell'Istres, squadra in cui è cresciuto. Dopo tre stagioni nell'Istres, nell'estate 2015 Boulaya si trasferisce al Clermont Foot, sempre in Ligue 2. Nel corso della stagione si mette in mostra come una delle rivelazioni del campionato. Nell'estate del 2016 il Bastia compra Boulaya, facendogli firmare un contratto di 4 anni e permettendogli così di debuttare in Ligue 1. Tuttavia un grave infortunio al legamento crociato ne pregiudica la stagione, che per lui si conclude con due sole presenze. Dopo una sola stagione dunque Boulaya lascia il Bastia, trasferendosi in Spagna al Girona. Nei sei mesi in Spagna però Boulaya non trova spazio, e quindi nel gennaio 2018 il club spagnolo lo cede in prestito con obbligo di riscatto ai francesi del Metz, in Ligue 1.

### Nazionale
Pur essendo nato in Francia, Boulaya ha sempre manifestato la volontà di giocare con la nazionale algerina, paese di provenienza dei suoi genitori. Nel 2011 è stato tra i preselezionati per la nazionale algerina Under-20 per la Coppa delle Nazioni Africane Under-20, entrando poi anche nel giro della selezione olimpica. Nel settembre 2018 viene convocato per la prima volta in nazionale maggiore per disputare un match di qualificazione alla coppa d'Africa 2019.

## Statistiche

### Presenze e reti nei club
Statistiche aggiornate al 17 settembre 2023.
| Stagione         | Squadra          | Campionato       | Campionato | Campionato | Coppe nazionali | Coppe nazionali | Coppe nazionali | Coppe continentali | Coppe continentali | Coppe continentali | Altre coppe | Altre coppe | Altre coppe | Totale | Totale |
| Stagione         | Squadra          | Comp             | Pres       | Reti       | Comp            | Pres            | Reti            | Comp               | Pres               | Reti               | Comp        | Pres        | Reti        | Pres   | Reti   |
| ---------------- | ---------------- | ---------------- | ---------- | ---------- | --------------- | --------------- | --------------- | ------------------ | ------------------ | ------------------ | ----------- | ----------- | ----------- | ------ | ------ |
| 2011-2012        | Istres           | L2               | 1          | 0          | CF+CdL          | 0               | 0               | -                  | -                  | -                  | -           | -           | -           | 1      | 0      |
| 2012-2013        | Istres           | L2               | 11         | 0          | CF+CdL          | 1+0             | 0               | -                  | -                  | -                  | -           | -           | -           | 12     | 0      |
| 2013-2014        | Istres           | L2               | 23         | 0          | CF+CdL          | 1+1             | 0               | -                  | -                  | -                  | -           | -           | -           | 25     | 0      |
| 2014-2015        | Istres           | CN               | 11         | 1          | CF+CdL          | 0               | 0               | -                  | -                  | -                  | -           | -           | -           | 11     | 1      |
| Totale Istres    | Totale Istres    | Totale Istres    | 46         | 1          |                 | 3               | 0               |                    | -                  | -                  |             | -           | -           | 49     | 1      |
| 2015-2016        | Clermont Foot    | L2               | 32         | 7          | CF+CdL          | 1+0             | 0               | -                  | -                  | -                  | -           | -           | -           | 33     | 7      |
| 2016-2017        | Bastia           | L1               | 2          | 0          | CF+CdL          | 0               | 0               | -                  | -                  | -                  | -           | -           | -           | 2      | 0      |
| 2017- gen. 2018  | Girona           | PD               | 0          | 0          | CR              | 1               | 0               | -                  | -                  | -                  | -           | -           | -           | 1      | 0      |
| gen. 2017-2018   | Metz             | L1               | 7          | 0          | CF+CdL          | 2+0             | 0               | -                  | -                  | -                  | -           | -           | -           | 9      | 0      |
| 2018-2019        | Metz             | L2               | 37         | 7          | CF+CdL          | 5+2             | 0               | -                  | -                  | -                  | -           | -           | -           | 44     | 7      |
| 2019-2020        | Metz             | L1               | 19         | 2          | CF+CdL          | 0+1             | 0               | -                  | -                  | -                  | -           | -           | -           | 20     | 2      |
| 2020-2021        | Metz             | L1               | 33         | 6          | CF              | 1               | 0               | -                  | -                  | -                  | -           | -           | -           | 34     | 6      |
| 2021-2022        | Metz             | L1               | 24         | 4          | CF              | 1               | 0               | -                  | -                  | -                  | -           | -           | -           | 25     | 4      |
| Totale Metz      | Totale Metz      | Totale Metz      | 120        | 19         |                 | 12              | 0               |                    | -                  | -                  |             | -           | -           | 132    | 19     |
| 2022-2023        | Al-Gharafa       | QSL              | 18         | 1          | QSC             | 4               | 0               | -                  | -                  | -                  | -           | -           | -           | 22     | 1      |
| 2023-2024        | Al-Gharafa       | QSL              | 3          | 1          | QSC+EQC         | 0               | 0               | -                  | -                  | -                  | -           | -           | -           | 3      | 1      |
| Totale Al Rayyan | Totale Al Rayyan | Totale Al Rayyan | 21         | 2          |                 | 4               | 0               |                    | -                  | -                  |             | -           | -           | 25     | 2      |
| Totale carriera  | Totale carriera  | Totale carriera  | 221        | 29         |                 | 21              | 0               |                    | -                  | -                  |             | -           | -           | 242    | 29     |

### Cronologia presenze e reti in nazionale
| Cronologia completa delle presenze e delle reti in nazionale ― Nigeria | Cronologia completa delle presenze e delle reti in nazionale ― Nigeria | Cronologia completa delle presenze e delle reti in nazionale ― Nigeria | Cronologia completa delle presenze e delle reti in nazionale ― Nigeria | Cronologia completa delle presenze e delle reti in nazionale ― Nigeria | Cronologia completa delle presenze e delle reti in nazionale ― Nigeria | Cronologia completa delle presenze e delle reti in nazionale ― Nigeria | Cronologia completa delle presenze e delle reti in nazionale ― Nigeria |
| Data                                                                   | Città                                                                  | In casa                                                                | Risultato                                                              | Ospiti                                                                 | Competizione                                                           | Reti                                                                   | Note                                                                   |
| ---------------------------------------------------------------------- | ---------------------------------------------------------------------- | ---------------------------------------------------------------------- | ---------------------------------------------------------------------- | ---------------------------------------------------------------------- | ---------------------------------------------------------------------- | ---------------------------------------------------------------------- | ---------------------------------------------------------------------- |
| 9-10-2020                                                              | Klagenfurt                                                             | Nigeria                                                                | 0 – 1                                                                  | Algeria                                                                | Amichevole                                                             | -                                                                      |                                                                        |
| 25-3-2021                                                              | Lusaka                                                                 | Zambia                                                                 | 3 – 3                                                                  | Algeria                                                                | Qual. Coppa d'Africa 2021                                              | -                                                                      | 46’                                                                    |
| 29-3-2021                                                              | Blida                                                                  | Algeria                                                                | 5 – 0                                                                  | Botswana                                                               | Qual. Coppa d'Africa 2021                                              | 1                                                                      | 61’                                                                    |
| 3-6-2021                                                               | Blida                                                                  | Algeria                                                                | 4 – 1                                                                  | Mauritania                                                             | Amichevole                                                             | -                                                                      |                                                                        |
| 5-1-2022                                                               | Ar Rayyan                                                              | Algeria                                                                | 3 – 0                                                                  | Ghana                                                                  | Amichevole                                                             | -                                                                      | 72’                                                                    |
| 11-1-2022                                                              | Douala                                                                 | Algeria                                                                | 0 – 0                                                                  | Sierra Leone                                                           | Coppa d'Africa 2021 - 1º turno                                         | -                                                                      | 64’                                                                    |
| 16-1-2022                                                              | Douala                                                                 | Algeria                                                                | 0 – 1                                                                  | Guinea Equatoriale                                                     | Coppa d'Africa 2021 - 1º turno                                         | -                                                                      | 64’                                                                    |
| 20-1-2022                                                              | Douala                                                                 | Costa d'Avorio                                                         | 3 – 1                                                                  | Algeria                                                                | Coppa d'Africa 2021 - 1º turno                                         | -                                                                      | 80’ 84’                                                                |
| Totale                                                                 |                                                                        | Presenze                                                               | 8                                                                      |                                                                        | Reti                                                                   | 1                                                                      |                                                                        |

## Palmarès

### Club

#### Competizioni nazionali
- Ligue 2: 1

Metz: 2018-2019